# NÖSBB Salamander
Als Salamander werden die seit 1999 auf der Schneebergbahn in Niederösterreich eingesetzten Zahnradbahn-Garnituren bezeichnet.

## Geschichte

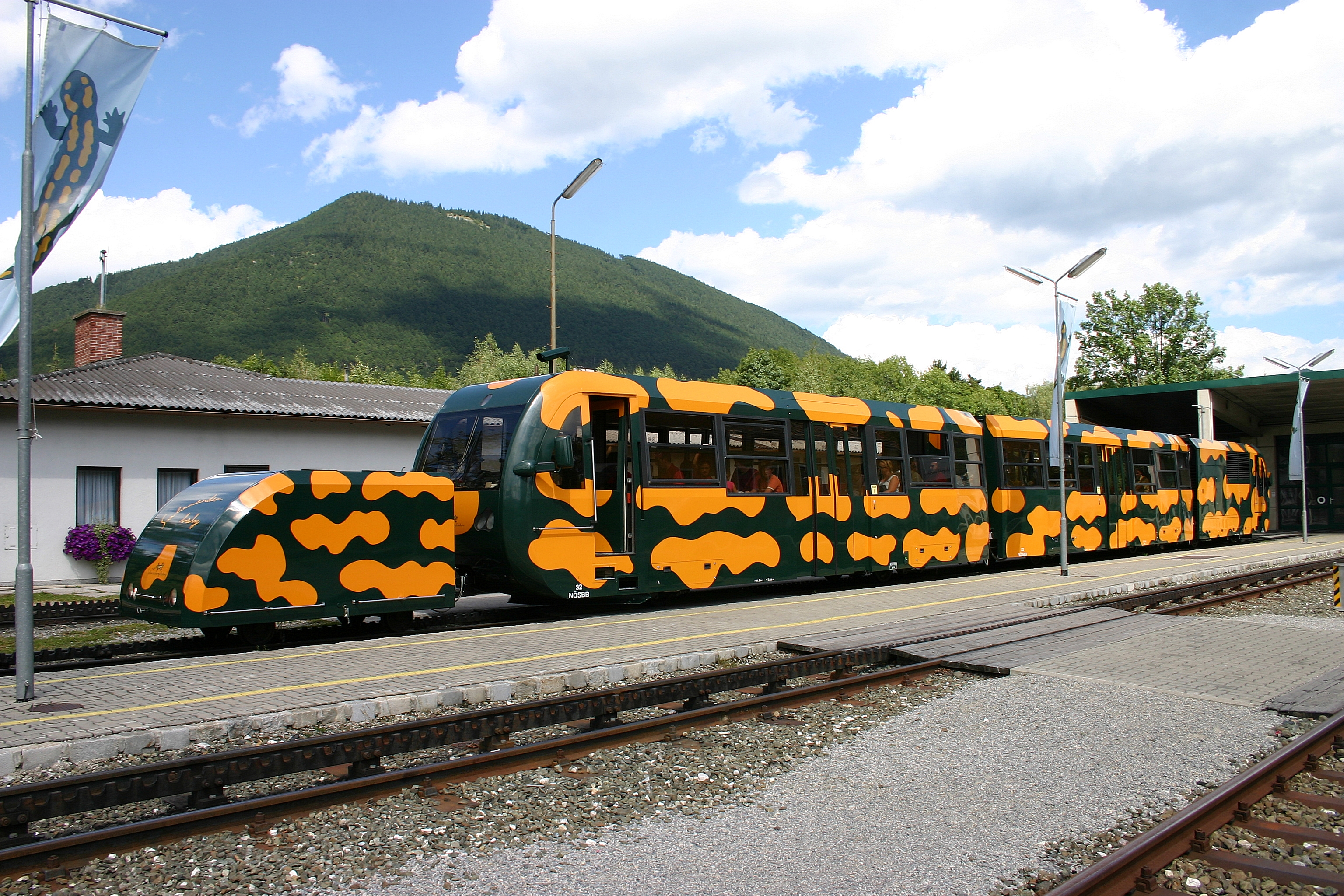
Triebzug mit Vorstellwagen in Puchberg

In den 1990er Jahren plante man den Ersatz der personalintensiven und mittlerweile an die 100 Jahre alten Dampflokomotiven. Im Oktober 1998 wurden die Zukunftspläne der Öffentlichkeit bekannt gemacht und das Salamander-Design der neuen Zuggeneration präsentiert.
Als Generalunternehmer fungierte Waagner-Biro, welche auch die Fahrwerke herstellten, die oberösterreichische Firma Swoboda (heute Carvatech) lieferte die Wagenkästen und die Triebköpfe samt Zahnradantrieb stammen von der Hunslet-Barclay Rail Ltd. aus dem schottischen Kilmarnock.
Die erste Garnitur wurde am 8. April 1999 angeliefert. Am 24. Juli 1999 kam diese erstmals neben den traditionellen Dampflokomotiven zum Einsatz, wegen teilweise gravierender technischer Mängel (vor allem bei der Betriebsbremse) kam es aber anfänglich immer wieder zu größeren Betriebsstörungen.
Am 11. September 1999 fand ein Festakt zur Taufe der Salamander-Züge sowie der offiziellen Inbetriebnahme der neuen Werkstätte in Puchberg am Schneeberg statt. Die drei Züge wurden auf die Namen Franz Joseph, Sisi und Leo (nach Leo Arnoldi, dem „Erbauer“ der Bahn) getauft. Die Fahrzeuge – 3 Triebköpfe und 4 Wagen – kosteten 56 Millionen Schillinge.
2011 wurde noch ein weiterer Steuerwagen sowie ein Zwischenwagen bei Carvatech angeschafft. Mit dem schon vorhandenen dritten Triebkopf steht seither eine dritte vollwertige Garnitur im Einsatz. Zusätzlich wurden die vorhandene dieselelektrische Lokomotive des Typs Stadler HGm 2/2 und zwei ältere Vorstellwagen ebenfalls im Salamander-Design lackiert, diese dienen als Reservegarnitur.

## Technik

### Triebköpfe
Die Triebköpfe können sowohl mit den neuen Garnituren als auch mit den alten Wagen des Dampfbetriebes eingesetzt werden – eine Praxis, die bei starkem Fahrgastandrang häufig praktiziert wurde, da bis 2011 für die drei Triebköpfe nur zwei eigene Wagensätze vorhanden waren. Die zweiachsigen Triebköpfe sind 7,5 Meter lang, 15,4 Tonnen schwer, besitzen einen Achsstand von 3,5 Metern und sind schmäler als die Personenwagen. Der Antrieb erfolgt dieselhydraulisch ausschließlich auf die beiden Triebzahnräder.
Der verwendete 740 PS starke Caterpillar-Dieselmotor galt zum Zeitpunkt seiner Konstruktion als einer der modernsten der Welt und erfüllte auch die als besonders streng geltenden kalifornischen Abgasbestimmungen. Durch Schalldämmung wird ein maximaler Lärmpegel von 76 Dezibel erreicht. Dieser Pegel entspricht der Lärmentwicklung eines modernen Komfort-Reisebusses. Die Fahrzeuge sind zur optimalen Sicherheit mit drei voneinander unabhängigen Bremssystemen ausgestattet, darunter eine mechanische Bandbremse und eine Druckluftbremse. Als Beharrungsbremse während der Talfahrt dient ein Voith-Retarder.

### Personenwagen
Die beiden Personenwagen sind mit Luftfederung ausgestattet, wodurch optimale Laufeigenschaften erreicht werden. Anders als die Wagen der Dampfzüge, deren Abteile einzeln durch Außentüren betreten werden, sind die Triebzug-Wagen mit zentralen Einstiegen und Mittelgang versehen. Mit fünf Sitzplätzen pro Reihe (Bestuhlung 6+4) führt dies jedoch in den Meterspurfahrzeugen zu etwas beengteren Platzverhältnissen als in der Vorgängergeneration. Die Fahrzeuge bieten 64 (Zwischenwagen) bzw. 55 (Steuerwagen) Sitzplätze, nachträglich wurden pro Wagen weitere 15 Stehplätze genehmigt. Der bergwärts führende Wagen ist als Steuerwagen mit Führerstand ausgeführt.

### Gütervorstellwagen
Im Mai 2005 ging ein zusätzlicher Vorstellwagen in Betrieb, der wegen seiner Form und Lackierung als Babysalamander bezeichnet wird. Die Anschaffungskosten betrugen 200.000 €. Nach anfänglichen Problemen bewährte sich der Vorstellwagen und im Jahr 2008 wurde ein zweiter in Betrieb genommen. Ein dritter folgte 2011 gemeinsam mit den beiden Wagen.
Diese 3 Meter langen Vorstellwagen dienen dem Transport von Gütern zur Versorgung der Schutzhütten auf dem Schneeberg und Gepäckstücken wie etwa Kinderwägen. Sie sind zweiachsig und besitzen keine Zahnradbremse. Um den toten Winkel vor dem Fahrzeug aus dem Führerstand besser einzusehen, wurde eine Kamera auf dem Dach des Steuerwagens montiert.

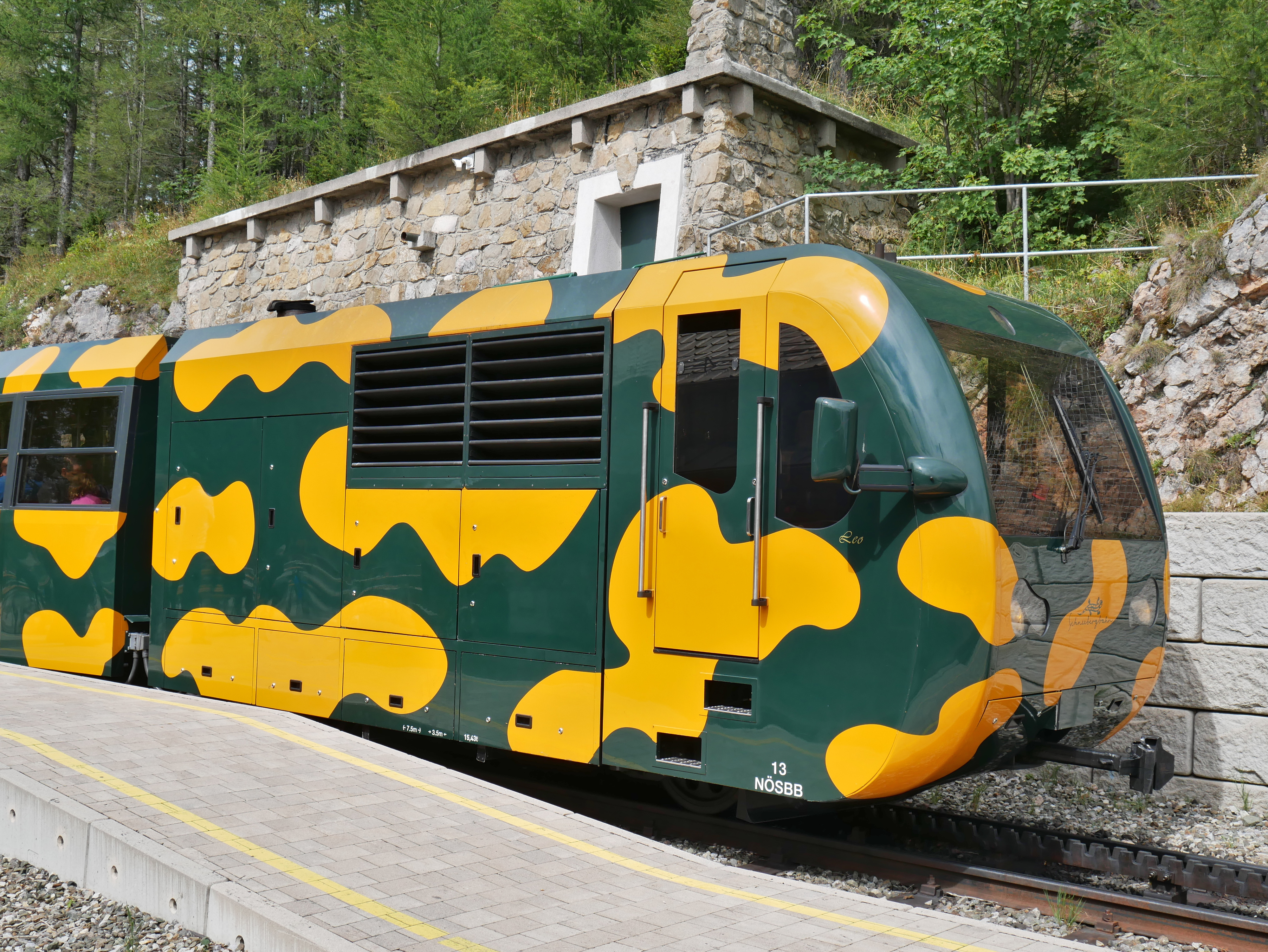
Triebkopf 13 „Leo“
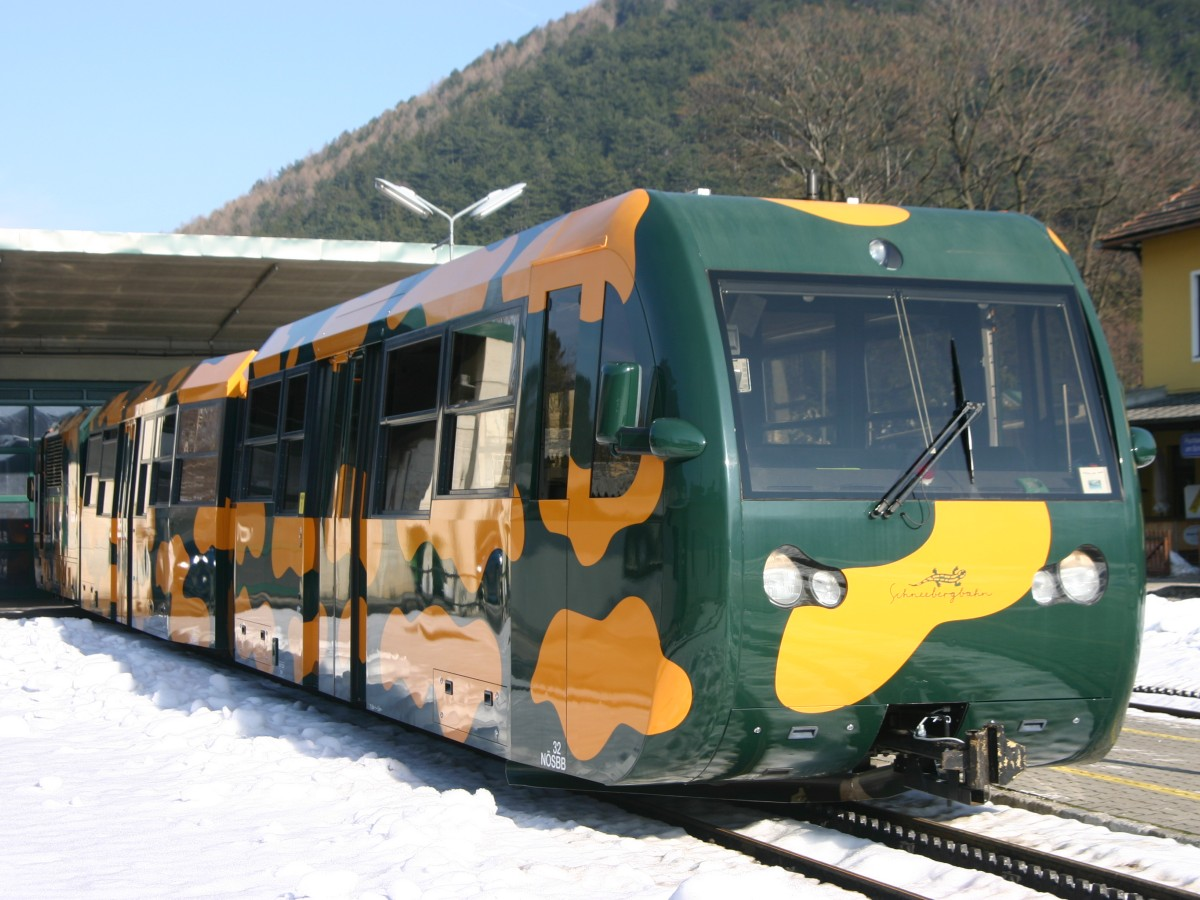
Steuer- und Zwischenwagen
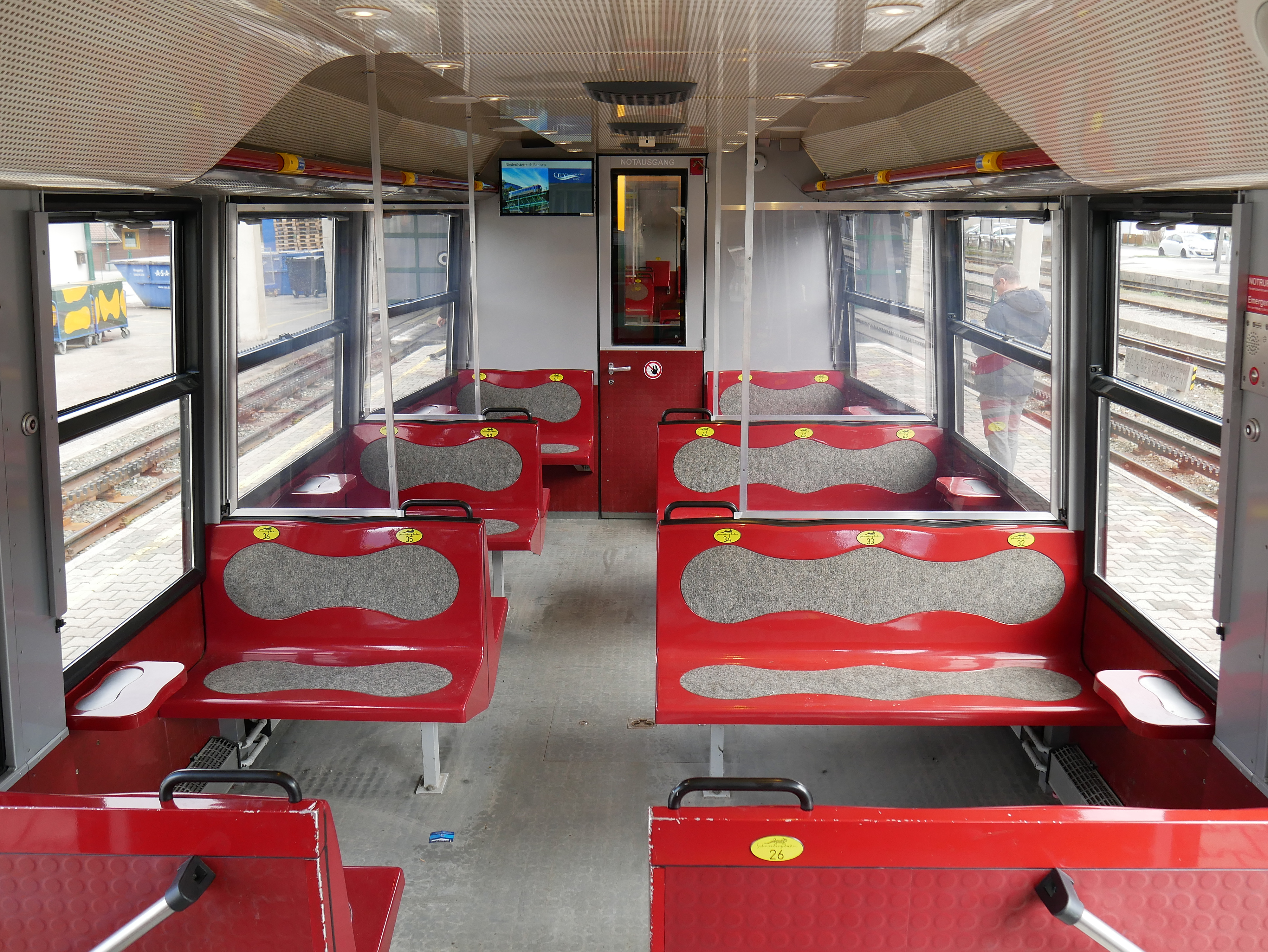
Fahrgastraum eines Steuerwagens
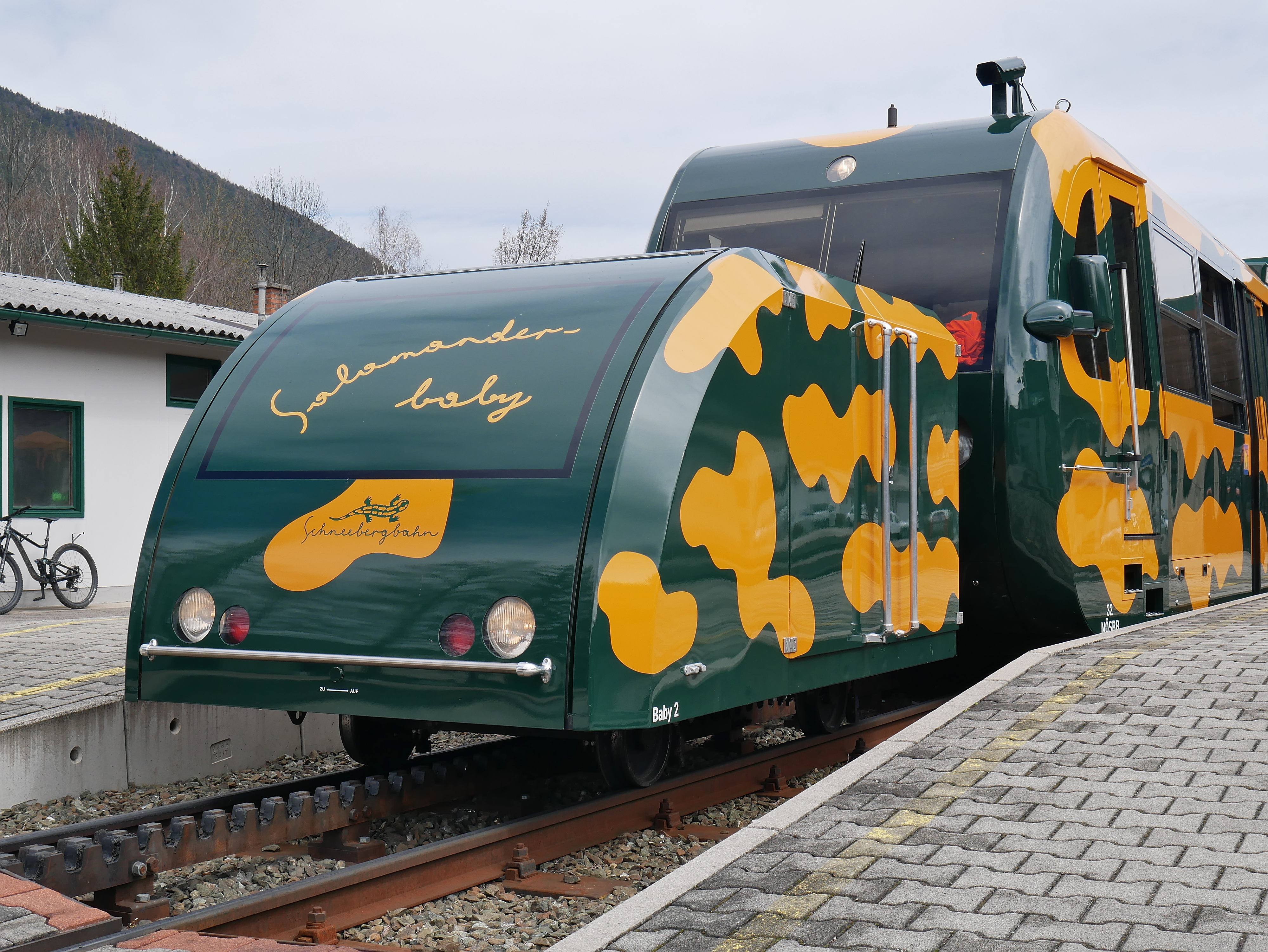
Gütervorstellwagen 2